# حوضه سادبری
حوضه سادبری (انگلیسی: Sudbury Basin) ‎/ˈsʌdbəri/‎، که با نام ساختار سادبری نیز شناخته می‌شود، یک ساختار زمین‌شناختی عظیم در استان انتاریو کشور کانادا است. این ساختار سومین دهانه برخوردی یا ساختار برخوردی بزرگ شناخته شده، و نیز یکی از کهن‌ترین‌ها بر روی زمین است. این دهانه ۱٫۸۴۹ میلیارد سال پیش در دوران پیشین‌زیستی دیرینه پدید آمده است.
این حوضه در سپر کانادا و در شهر سادبری بزرگ استان انتاریو جای گرفته است.